# Vrij socialisme
Libertair, libertarisch of vrij socialisme is een verzamelterm voor politieke ideologieën op het snijvlak van anarchisme en socialisme. Het streeft een  samenleving met een socialistische, democratische economie na. De anarchistische vleugel van het libertarisch socialisme wordt tot het sociaal-anarchisme gerekend en is verwant aan het anarchosyndicalisme.
Rond 1960 begonnen ook laisser-faire kapitalisten de predicaten 'libertair' en 'anarcho-' gebruiken en uiteindelijk bekend te staan als libertariërs. Antikapitalisten gingen de termen sociaal-anarchisme en libertair of vrij socialisme meer gebruiken dan voorheen nodig was om zich te onderscheiden van andere ideologieën.
Libertair socialisten zijn niet altijd, zoals wel vaak gedacht wordt, tegen iedere vorm van particulier eigendom van productiemiddelen. Libertaire socialisten zijn tegen kapitalistische loonarbeid, dat wil zeggen het machtsverschil tussen enerzijds de private eigenaren van de productiemiddelen en anderzijds de arbeiders die door maatschappelijke omstandigheden diens arbeid moeten verkopen aan de eersten. Dit in tegenstelling tot de anarchokapitalisten. De libertair socialisten die aanhangers zijn van het anarchocommunisme zijn wel tegen alle vormen van particulier eigendom van de productiemiddelen. De verschillende stromingen die onder de verzamelterm libertair socialisme vallen, zijn tegenstanders van de socialistische stromingen die alle productiemiddelen willen nationaliseren. Dit in tegenstelling tot de meeste marxisten, die de staat zien als een strijdmiddel in de vorm van de dictatuur van het proletariaat.

## Geschiedenis

### Negentiende eeuw
Het libertaire socialisme is een verzamelterm die op verschillende manieren gebruikt kan worden. Negentiende-eeuwse voormannen zoals Ferdinand Domela Nieuwenhuis en Benjamin Tucker gebruikten de term libertair socialisme als een synoniem voor het anarchisme. Door anarchisten werd de term gebruikt als verzamelterm voor mutualisme, collectief-anarchisme, individualistisch anarchisme en het anarchocommunisme.

### Twintigste eeuw
In de twintigste eeuw werd de term ook opgepakt door niet-anarchistische socialisten. Zo stelde Peter Hain dat libertaire socialisme niet neerkomt op anarchisme, maar op minarchisme. Dit houdt in dat volgens hem libertair socialisten de staat niet willen afschaffen, maar de macht van de staat slechts willen beperken.
Voorbeelden van minarchistische libertair socialisme zijn de Socialistische Partij (1918-1928) van Harm Kolthek, een partij die nauw verbonden was aan de revolutionair-syndicalistische vakbeweging en het Nationaal Arbeids-Secretariaat, een historische syndicalistische vakcentrale. Andere vormen van minarchistisch socialistisme zijn het gildesocialisme en het Parecon-model van Michael Albert en Robin Hahnel. Het gildesocialisme streeft naar arbeiderszelfbestuur in fabrieken en werkplaatsen, terwijl de staat blijft bestaan, maar geen directe rol speelt in het economische leven. Het kapitalistische loonarbeid is dan afgeschaft, terwijl de productie ook niet onder staatssocialisme valt.
Net als libertariërs en anarchisten wijzen de (andere) libertair socialisten elke bemoeienis van de overheid op het persoonlijke vlak af. Op die manier proberen ze een zo groot mogelijke vrijheid te verkrijgen zonder dat de minderbedeelden daar het slachtoffer van worden. Veel libertair socialisten zijn van mening dat eigendom diefstal is, en streven dus naar afschaffing van privaat eigendom van de productiemiddelen en wat daar met behulp van de toewending van de arbeidskracht van de werkenden uit voortkomt. Ze zien het als een recht voor allen om algemene goederen te mogen gebruiken, maar nooit bezitten.

### Eenentwintigste eeuw
Recent kent het libertair socialisme ook een andersglobalistische tak, ecologisch georiënteerd, en zich inspirerend op het autonomisme en het situationisme van de laatste decennia van de twintigste eeuw.
In de eenentwintigste eeuw is het ecologische libertair socialistische gedachtegoed van Murray Bookchin opnieuw in de belangstelling gaan staan. Bookchins libertair municipalisme, zijn sociale ecologie en zijn communalisme inspireerden de koers van de huidige revolutionaire organisatie in Rojava. De ideologische brug tussen Bookchin en Rojava is het werk van Abdullah Öcalan, die met zijn democratisch confederalisme het fundament legde voor een verbond van Koerdische en Aramese gemeenschappen te midden het oorlogsgeweld in Noord-Syrië.

## Bekende libertair socialisten
Bekende libertair socialisten zijn/waren Noam Chomsky, Emma Goldman, Oscar Wilde, Pierre-Joseph Proudhon, Emiliano Zapata, Howard Zinn, Michel Onfray, Robin Hahnel, en Michael Albert. De twee laatstgenoemde auteurs zijn bekend vanwege hun Parecon-model dat gebaseerd is op decentrale planning.